# Illuvium
Illuvium es un juego basado en blockchain enfocado en la creación de un ecosistema Interoperable Blockchain Game (IBG) en la blockchain Ethereum. IIlluvium utiliza la plataforma Immutable X basada en Ethereum para una experiencia de multiplataforma fluida con NFT. Proporciona un entorno de juego seguro y eficiente. Illuvium también es socio de Team Liquid, GameStop. Cada uno de los juegos de Illuvium tiene activos que tu como jugador puedes transferir de un juego a otro.

## Historia
Illuvium fue cofundado por Kieran Warwick en septiembre de 2020. Illuvium comenzó a desarrollar una plataforma de juego descentralizada, combinando características de un juego de rol (RPG) de mundo abierto con un luchador automático. En Illuvium, los jugadores se encuentran con Illuvials, criaturas con las que se puede luchar y capturar. Illuvium ofrece varias funciones relacionadas con la recolección y el comercio, dirigidas tanto a jugadores ocasionales como a usuarios de finanzas descentralizadas (FiDe).

## Juegos en el universo Illuvium

### Illuvium Arena
Illuvium Arena es un juego principal dentro del universo Illuvium, con batallas por turnos PVP y PVE. Los jugadores coleccionan y despliegan criaturas llamadas Illuvials, cada una con habilidades únicas, en batallas estratégicas basadas en cartas. La profundidad del juego radica en comprender los puntos fuertes y débiles de los diferentes Illuvials y en gestionar eficazmente los recursos durante las batallas.

### Illuvium Overworld
Illuvium Overworld es un extenso segmento de RPG de mundo abierto del universo Illuvium. Los jugadores exploran diversos paisajes, cada uno con ecosistemas y desafíos únicos. El juego combina la exploración con la recolección de recursos, la artesanía y la captura de Illuvials, lo que recuerda a los combates y la exploración al estilo Pokémon.

### Illuvium Zero
Illuvium Zero introduce una capa de estrategia en tiempo real en el universo Illuvium. Los jugadores gestionan su propia parcela de tierra, que es un NFT, lo que les da control y propiedad totales. El juego se centra en construir y mejorar la tierra para generar recursos, que son esenciales para el progreso del jugador en el universo Illuvium.

### Illuvium: Beyond
Illuvium: Beyond presenta un aspecto único del universo Illuvium, centrado en la colección de Illuvitars dibujados a mano. Los jugadores pueden coleccionar, personalizar y utilizar estos avatares NFT tanto dentro del juego como en representación de su identidad digital. El juego exhibe talentos artísticos y ofrece un toque personalizado a la experiencia del jugador en el universo Illuvium.